# クロアチア・オープン
クロアチア・オープン（Croatia Open Umag）は毎年7月末から8月初旬にかけて開催されるATPツアー250の大会である。
本大会の前身はユーゴスラビア・オープンであり、1990年まで開催されていた。カルロス・モヤは過去5度優勝経験を持ち、3連覇も達成している。

## 大会歴代優勝者

### シングルス
| 年     | 優勝者                       | 準優勝者                     | スコア             |
| ------ | ---------------------------- | ---------------------------- | ------------------ |
| 2025年 | ルチアーノ・ダルデリ         | カルロス・タベルネル         | 6-3, 6-3           |
| 2024年 | フランシスコ・セルンドロ     | ロレンツォ・ムゼッティ       | 2-6, 6-4, 7-6(7-5) |
| 2023年 | アレクセイ・ポピリン         | スタン・ワウリンカ           | 6-7(5-7), 6-3, 6-4 |
| 2022年 | ヤニック・シナー             | カルロス・アルカラス         | 6-7(5-7), 6-1, 6-1 |
| 2021年 | カルロス・アルカラス         | リシャール・ガスケ           | 6-2, 6-2           |
| 2020年 | 開催無し                     | 開催無し                     | 開催無し           |
| 2019年 | ドゥシャン・ラヨビッチ       | アッティラ・バラージュ       | 7-5, 7-5           |
| 2018年 | マルコ・チェッキナート       | ギド・ページャ               | 6-2, 7-6(7-4)      |
| 2017年 | アンドレイ・ルブレフ         | パオロ・ロレンツィ           | 6-4, 6-2           |
| 2016年 | ファビオ・フォニーニ         | アンドレイ・マルティン       | 6-4, 6-1           |
| 2015年 | ドミニク・ティーム           | ジョアン・ソウザ             | 6-4, 6-1           |
| 2014年 | パブロ・クエバス             | トミー・ロブレド             | 6-3, 6-4           |
| 2013年 | トミー・ロブレド             | ファビオ・フォニーニ         | 6-0, 6-3           |
| 2012年 | マリン・チリッチ             | マルセル・グラノリェルス     | 6-4, 6-2           |
| 2011年 | アレクサンドル・ドルゴポロフ | マリン・チリッチ             | 6-4, 3-6, 6-3      |
| 2010年 | フアン・カルロス・フェレーロ | ポティート・スタラーチェ     | 6-4, 6-4           |
| 2009年 | ニコライ・ダビデンコ         | フアン・カルロス・フェレーロ | 6-3, 6-0           |
| 2008年 | フェルナンド・ベルダスコ     | イーゴリ・アンドレエフ       | 3-6, 6-4, 7-6(7-4) |
| 2007年 | カルロス・モヤ               | アンドレイ・パベル           | 6-4, 6-2           |
| 2006年 | スタニスラス・ワウリンカ     | ノバク・ジョコビッチ         | 6-6 途中棄権       |
| 2005年 | ギリェルモ・コリア           | カルロス・モヤ               | 6-2, 4-6, 6-2      |
| 2004年 | ギリェルモ・カナス           | フィリッポ・ボランドリ       | 7-5, 6-3           |
| 2003年 | カルロス・モヤ               | フィリッポ・ボランドリ       | 6-4, 3-6, 7-5      |
| 2002年 | カルロス・モヤ               | ダビド・フェレール           | 6-2, 6-3           |
| 2001年 | カルロス・モヤ               | ジェローム・ゴルマール       | 6-4, 3-6, 7-6(7-2) |
| 2000年 | マルセロ・リオス             | マリアノ・プエルタ           | 7-6(7-1), 4-6, 6-3 |
| 1999年 | マグヌス・ノーマン           | ジェフ・タランゴ             | 6-2, 6-4           |
| 1998年 | ボーダン・ウリラッハ         | マグヌス・ノーマン           | 6-3, 7-6(7-0)      |
| 1997年 | フェリックス・マンティーリャ | セルジ・ブルゲラ             | 6-3, 7-5           |
| 1996年 | カルロス・モヤ               | フェリックス・マンティーリャ | 6-0, 7-6(7-4)      |
| 1995年 | トーマス・ムスター           | カルロス・コスタ             | 3-6, 7-6(7-5), 6-4 |
| 1994年 | アルベルト・ベラサテギ       | カロル・クチェラ             | 6-2, 6-4           |
| 1993年 | トーマス・ムスター           | アルベルト・ベラサテギ       | 7-5, 3-6, 6-3      |
| 1992年 | トーマス・ムスター           | フランコ・ダビン             | 6-1, 4-6, 6-4      |
| 1991年 | ドミトリー・ポリアコフ       | ハビエル・サンチェス         | 6-4, 6-4           |
| 1990年 | ゴラン・プルピッチ           | ゴラン・イワニセビッチ       | 6-3, 4-6, 6-4      |

### ダブルス
| 年     | 優勝者                                            | 準優勝者                                                | スコア                 |
| ------ | ------------------------------------------------- | ------------------------------------------------------- | ---------------------- |
| 2019年 | ロビン・ハーセ フィリップ・オズワルド             | オリバー・マラチ ユルゲン・メルツァー                   | 7-5, 6-7(2-7), [14-12] |
| 2018年 | ロビン・ハーセ マトウィ・ミドルクープ             | ロマン・ジェバリー イジー・ベセリー                     | 6-4, 6-4               |
| 2017年 | ギリェルモ・デュラン アンドレス・モーテニ         | マリン・ドラガニャ トミスラフ・ドラガニャ               | 6-3, 6-7(4-7), [10-6]  |
| 2016年 | マルティン・クリザン ダビド・マレーロ             | ニコラ・メクティッチ アントニオ・シャンチッチ           | 6-4, 6-2               |
| 2015年 | マキシモ・ゴンサレス アンドレ・サ                 | マリウシュ・フィルステンベルク サンティアゴ・ゴンサレス | 4-6, 6-3, [10-5]       |
| 2014年 | フランティシェク・チェルマク ルカシュ・ロソル     | ドゥシャン・ラヨビッチ フランコ・シュクゴール           | 6-4, 7-6(7-5)          |
| 2013年 | マルティン・クリザン ダビド・マレーロ             | ニコラス・モンロー シモン・シュタドラー                 | 6-1, 5-7, [10-7]       |
| 2012年 | ダビド・マレーロ フェルナンド・ベルダスコ         | マルセル・グラノリェルス マルク・ロペス                 | 6-3, 7-6(7-4)          |
| 2011年 | シモーネ・ボレッリ ファビオ・フォニーニ           | マリン・チリッチ ロブロ・ゾブコ                         | 6-3, 5-7, [10-7]       |
| 2010年 | レオシュ・フリエドル フリップ・ポラセック         | フランティシェク・チェルマク ミハル・メルティナク       | 6-3, 7-6(9-7)          |
| 2009年 | フランティシェク・チェルマク ミハル・メルティナク | ヨハン・ブランシュトロム ジャン＝ジュリアン・ロジェ     | 6-4, 6-4               |
| 2008年 | ミハル・メルティナク ペトル・パラ                 | カルロス・ベルロク ファビオ・フォニーニ                 | 2-6, 6-3, [10-5]       |
| 2007年 | ルーカス・ドロウヒー ミハル・メルティナク         | ヤロスラフ・レビンスキー ダビド・スコッチ               | 6-1, 6-1               |
| 2006年 | ヤロスラフ・レビンスキー ダビド・スコッチ         | ギリェルモ・ガルシア＝ロペス アルベルト・ポルタス       | 6-4, 6-4               |
| 2005年 | イジー・ノバク ペトル・パラ                       | ミハル・メルティナク ダビド・スコッチ                   | 6-3, 6-3               |
| 2004年 | ホセ・アカスソ フラビオ・サレッタ                 | ヤロスラフ・レビンスキー ダビド・スコッチ               | 4-6, 6-2, 6-4          |
| 2003年 | アレックス・ロペス・モロン ラファエル・ナダル     | トッド・ペリー トーマス嶋田                             | 6-1, 6-3               |
| 2002年 | フランティシェク・チェルマク ユリアン・ノール     | アルベルト・ポルタス フェルナンド・ビセンテ             | 6-4, 6-4               |
| 2001年 | セルヒオ・ロイトマン アンドレス・シュネイテル     | イワン・リュビチッチ ロブロ・ゾブコ                     | 6-2, 7-5               |
| 2000年 | アレックス・ロペス・モロン アルベルト・ポルタス   | イワン・リュビチッチ ロブロ・ゾブコ                     | 6-1, 7-6(7-2)          |
| 1999年 | マリアノ・プエルタ ハビエル・サンチェス           | マッシモ・ベルトリーニ クリスティアン・ブランディ       | 3-6, 6-2, 6-3          |
| 1998年 | ニール・ブロード ピート・ノーバル                 | イジー・ノバク ダヴィッド・リクル                       | 6-1, 3-6, 6-3          |
| 1997年 | ディヌ・パスカリフ ダビデ・サンギネッティ         | ドミニク・フルバティ カロル・クチェラ                   | 7-6, 6-4               |
| 1996年 | パブロ・アルバノ ルイス・ロボ                     | ガーツ・ゼルデ Udo Plamberger                           | 6-4, 6-1               |
| 1995年 | ルイス・ロボ ハビエル・サンチェス                 | David Ekerot László Markovits                           | 6-4, 6-0               |
| 1994年 | ディエゴ・ペレス フランシスコ・ロイグ             | カロル・クチェラ ポール・ウェケサ                       | 6-2, 6-4               |
| 1993年 | フィリップ・デブルフ Tom Vanhoudt                 | ホルディ・アレッセ フランシスコ・ロイグ                 | 6-4, 7-5               |
| 1992年 | デビッド・プリノジル リカルド・フォーゲル         | サンダー・グローエン Lars Koslowski                     | 6-3, 6-7, 7-6          |
| 1991年 | ギラド・ブルーム ハビエル・サンチェス             | リッチー・レネバーグ デビッド・ウィートン               | 7-6, 2-6, 6-1          |
| 1990年 | ヴォイチェフ・ファイグル ダニエル・バチェク       | アンドレイ・チェルカソフ アンドレイ・オルホフスキー     | 6-4, 6-4               |